# Gauthier Picquart
Pour les articles homonymes, voir Picquart.
Gauthier Picquart est un homme d'affaires français né en 1967. Il a été jusqu'au 15 janvier 2013 président-directeur général du site de vente en ligne RueDuCommerce.   

## Biographie
Après avoir obtenu un magistère de communication au CELSA il est pendant 3 ans chargé de mission au Figaro puis fonde en 1993 avec Olivier Pheline la régie publicitaire Syracuse, premier acteur du couponing sur internet[Quoi ?] en France. Après une revente de Syracuse au groupe High Co en 1997, il part voyager pendant un an au Maroc, Pérou, Népal et Afrique Australe. En 1999, sa rencontre avec le PDG du groupe de presse Ziff Davis France, Patrick Jacquemin, les amène à créer le site de vente de RueDuCommerce, l'un des tout premiers sites de vente en ligne en France. Pendant près de 15 ans, l'entreprise va prospérer avec une introduction en bourse en 2005 puis une revente à Altarea Cogedim d'abord, puis au groupe Carrefour ensuite. Depuis 2014, Gauthier Picquart s'est orienté vers des activités plus artistiques, notamment l'écriture.

## Presse
- Tendances - Portrait : Gauthier Picquart, le prince de l'e-commerce ; Le Point. no. 1644, (2004): 93; Houston, TX : International Messengers, (OCLC 96740390)
- « Le parcours de Gauthier Picquart », JDNet 2001 (consulté le 22 juillet 2007)